# Ludy Morza
     Kultura mykeńska
     Państwo nowohetyckie
     Asyria
     Egipt

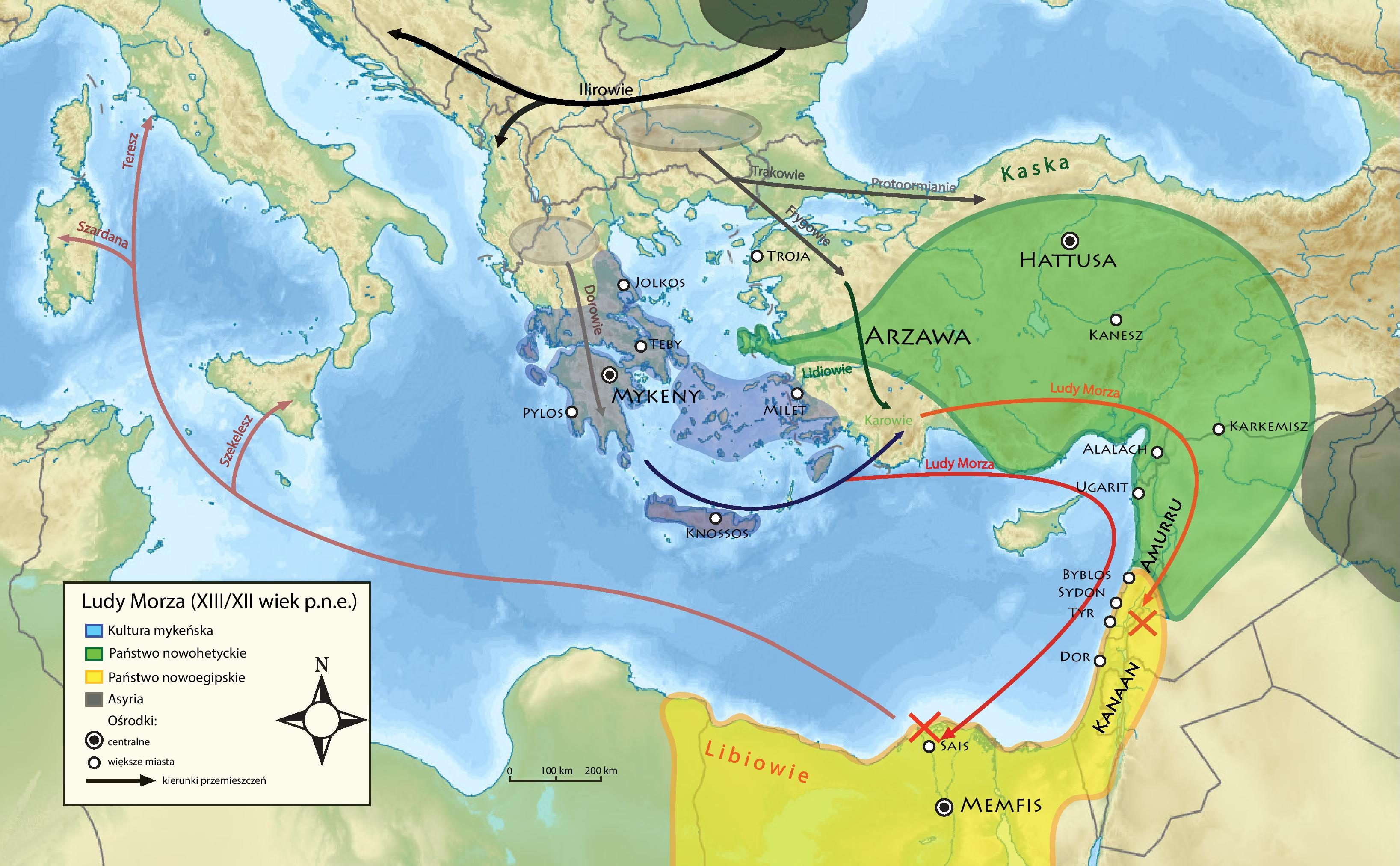
Południowo-wschodnie Śródziemnomorze w XIII wieku p.n.e.
Kultura mykeńska
Państwo nowohetyckie
Asyria
Egipt

Ludy Morza – termin peuples de la mer spopularyzowany przez francuskiego egiptologa Gastona Maspero na określenie przemieszczających się i wojowniczych grup ludności bliżej nieznanego pochodzenia, które doprowadziły do wielkiej destabilizacji starożytnego Bliskiego Wschodu i zagroziły państwu faraonów na przełomie XIII i XII wieku p.n.e.
| N35 · G1 | N25 · t · Z2ss | N35 · G40 | M17 | M17 | Aa15 · D36 | N35A | N36 · N21 |

| N35 · G1 | N25 · t · Z2ss | N35 · G40 | M17 | M17 | Aa15 · D36 | N35A | N36 · N21 |

Wiele wskazuje na to, że to właśnie Ludy Morza zapoczątkowały wielkie przemiany polityczne, kulturowe i etniczne we wschodniej części basenu Morza Śródziemnego. Mechanizm i natura upadku Grecji mykeńskiej, państwa Hetytów oraz ogólnej destabilizacji regionu pozostają niejasne. Ich zaskakująca zbieżność w czasie z dobrze udokumentowanymi wojnami obronnymi faraonów Merenptaha i Ramzesa III pozwala doszukiwać się wspólnego wyjaśnienia właśnie w postaci ruchów migracyjnych, o których informują egipskie inskrypcje.

## Geneza
Najazdy na południowo-wschodnie tereny Śródziemnomorza to przypuszczalnie tylko ostatni z etapów procesu znacznie dłuższego i dużo bardziej skomplikowanego. Obejmował on wieloetniczne nurty migracyjne grup ludności indoeuropejskiej na tereny Azji Mniejszej i będące ich następstwem przesunięcia zmieszanej z przybyszami ludności anatolijskiej na tereny Syrii i Kanaanu. Przemieszczenia w rejonie Bałkanów doprowadziły natomiast do destabilizacji rejonu wysp Morza Egejskiego, Krety i Cypru, a w konsekwencji zagrożenie regionu delty Nilu od strony morza.
O pochodzeniu Ludów Morza wiadomo niewiele ze względu na niewystarczającą liczbę źródeł pisanych. Również świadectwa archeologiczne nie pozwalają na całkowite wyjaśnienie przyczyn tego zjawiska, co sprawia, że początki migracji pozostają niewyjaśnione. Współczesna nauka ogranicza się w zasadzie do prostego wnioskowania na podstawie skutków zbiegających się w czasie przemian, będących jak się wydaje kulminacją procesu znacznie rozciągniętego w czasie.

## Destabilizacja Półwyspu Bałkańskiego i Anatolii

### Upadek kultury mykeńskiej
Pod koniec II tysiąclecia p.n.e. znad zachodniej części Bałkanów przybyli znad Dunaju potężni Ilirowie, co spowodowało przesunięcie ludności autochtonicznej (tracko-frygijskiej) na południe. Przełom wieków XIII i XII przyniósł gwałtowne i długotrwałe zmiany w świecie mykeńskich Greków. O rosnącym poczuciu zagrożenia świadczyć może fakt, iż w XIII wieku Mykeny i Tyryns z pałaców zmieniły się w cytadele. Napór Traków i Frygów mógł pociągnąć za sobą migrację pozostających na północno-zachodnich obrzeżach świata mykeńskiego greckich Dorów, którzy zburzyli mykeńskie ośrodki i (o czym świadczy późniejszy układ dialektów) osiedlili się na Peloponezie.
Kolejna hipoteza, której twórcą był John Chadwick, zakłada, że przybycie Dorów było tylko ostatnim etapem upadku. W pierwszej fazie nastąpił wybuch niezadowolenia udręczonej przez system pałacowy ludności. Przemawiałby za tym fakt długotrwałej destabilizacji (cały wiek XII p.n.e.) i wielokrotnego burzenia i odbudowywania pałaców (Mykeny i Tyryns trzykrotnie). Przesunięcie się Dorów na południe nie musiało mieć jednak charakteru najazdu. Badania archeologiczne najliczniej zasiedlonej przez nich Mesenii i Lakonii sygnalizują, że tereny te wyludniły się jeszcze przed ich przybyciem, a wcześniej zajmujący je przedstawiciele kultury mykeńskiej pojawili się w miejscach dotychczas przez nich niezamieszkałych, tzn. na Cyprze, Chios czy w anatolijskiej Cylicji.

### Upadek państwa Hetytów
Przemieszczenie się zdesperowanych przybyszy z Bałkanów (wśród nich Frygów i Protoormian) na tereny Azji Mniejszej doprowadziło do destabilizacji kolejnego obszaru, tym razem Anatolii (upadek Troi VIIa). Państwo hetyckie znalazło się w bardzo trudnym położeniu, ponieważ na wschodzie nie zdołano jeszcze rozwiązać problemu asyryjskiego. Północ zamieszkiwana przez wojownicze ludy Kaska, zawsze stanowiące zagrożenie, teraz znalazła się pod naporem nowych przybyszy z zachodu. Przypuszczalnie druga fala migracji (Ludy Morza) nacierająca od strony południowych wybrzeży Morza Śródziemnego, doprowadziła do przerwania szlaków handlowych, a w efekcie klęski głodu i wewnętrznych napięć. Pomimo desperackich prób rozbicia floty najeźdźców przez okręty skierowane z Ugarit, sytuacji nie dało się opanować. Mechanizm upadku mógł być podobny do tego z Grecji mykeńskiej. Wewnętrzne osłabienie spowodowało niechęć do władcy (Suppiluliumasa II) i najazd Kasków (w koalicji z nowymi przybyszami?), którzy w takiej sytuacji z łatwością pokonali Hetytów.
Najaktywniejsi z grupy bałkańskiej Protoormianie dotarli aż do północnej Mezopotamii, gdzie starł się z nimi król asyryjski Tiglat-Pileser I (XI wiek p.n.e.). Pojawili się oni w asyryjskich inskrypcjach jako Muszku, którym to mianem Asyryjczycy zaczęli określać dwa wieki później również Frygów.

## Ludy Morza a Egipt

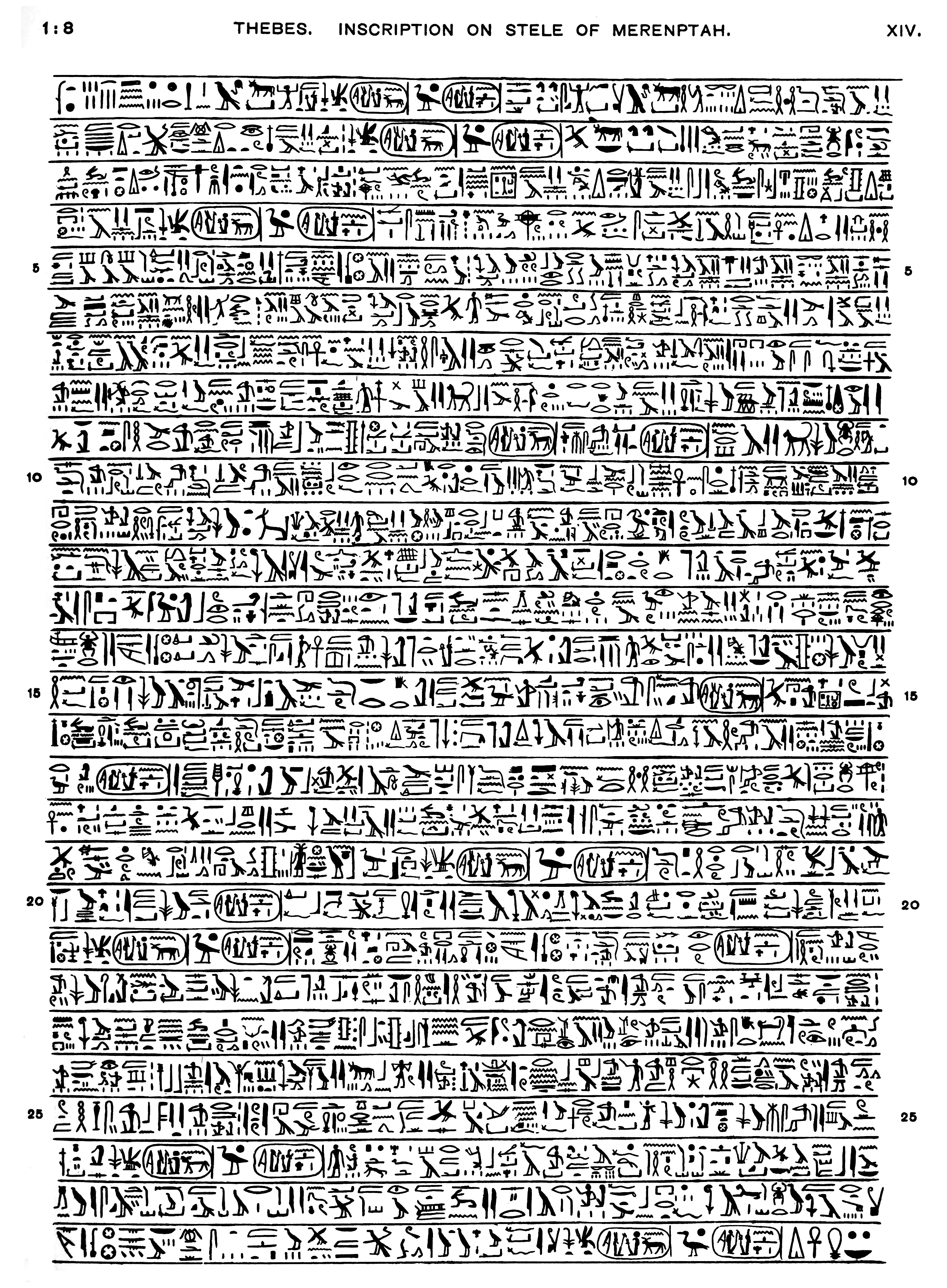
Treść steli Merenptaha

To dzięki inskrypcjom i reliefom egipskim dotrwały do naszych czasów jedyne świadectwa pisane dotyczące Ludów Morza. Są one punktem wyjścia wszystkich rozważań związanych z tym tematem.
Egipcjanie zetknęli się z niektórymi plemionami, określanymi później jako Ludy Morza, kiedy te nie stanowiły jeszcze wielkiego zagrożenia. W inskrypcji ze Świątyni Obelisków w Byblos czy tzw. listach z Amarna korespondencji dyplomatycznej dwóch ostatnich faraonów XVIII dynastii Amenhotepa III i Echnatona (1350-1320 p.n.e.), wielokrotnie zostały wymienione nazwy plemion Szardana (Szirdanu), Danuna i Lukki. Za panowania Ramzesa II, trzeciego władcy XIX dynastii, doszło do wojny z Libią. Sprzymierzeni z nią buntowniczy Szerden (o czym informuje IV stela z Tanis) po raz pierwszy opisani zostali jako wyłaniający się na wojennych statkach z pośrodku morza. Kilka lat później w wielkiej bitwie pod Kadesz ci sami buntownicy zasilali już armię Ramzesa Wielkiego, a nawet opracowali plan bitwy. Po stronie Hetytów stanęło natomiast plemię Luka.
Fakt, że Egipcjanie znali plemiona określane mianem Ludów Morza wcześniej jako niestanowiące dużego zagrożenia, potwierdza tezę o zmuszaniu niektórych nacji przez główną falę migracji z Bałkanów do desperackich przemieszczeń.

### Panowanie Merenptaha
Forpoczta zbliżającej się nawałnicy dotarła do Egiptu za czasów panowania następcy Ramzesa II – Merenptaha. Najważniejsze świadectwa pisane dotyczące tych wydarzeń to:
- Wielka inskrypcja z Karnaku
- Kolumna Kairska
- Stela z Atribis
- Hymn Zwycięstwa ze Steli Merenptaha[22]

Dowiadujemy się z nich, że w piątym roku panowania czwartego z faraonów XIX dynastii (1208 p.n.e.) władca Egiptu odniósł wielki tryumf nad koalicją Libijczyków pod wodzą Merjeja syna Deda i plemion północy. Wielka Inskrypcja z Karnak przedstawia sprzymierzeńców jako ludy: Ekwesz, Teresz, Luka, Szerden i Szekelesz przybyłe nad deltę z rodzinami i dziećmi w celu osiedlenia się. Źródła szacują liczbę zabitych na ok. 6500, pojmanych na ok. 9000, a także przedstawiają listę łupów zdobytych w wyniku działań wojennych. Zachowane inskrypcje Kolumny Kairskiej zawierają dokładną datę inwazji 5. rok 2. miesiąca trzeciego sezonu (drugi Szemu, czyli marzec-kwiecień 1208 p.n.e.).

### Panowanie Ramzesa III
Na panowanie Ramzesa III z XX dynastii przypadła druga kulminacyjna fala najazdów. Z tego czasu pochodzą najbardziej wartościowe źródła, stanowiące podstawę naszej dzisiejszej wiedzy o Ludach Morza. Wśród nich inskrypcje ze świątyni grobowej Ramzesa III w Medinet Habu i tzw. Papirus Harris I.
W 5. roku panowania (1190 p.n.e.) musiał Ramzes odeprzeć pierwszy atak Libijczyków pod wodzą króla Temera i ich północnych sprzymierzeńców, o czym informuje wielka inskrypcja drugiego dziedzińca tebańskiej świątyni. Wśród wymienionych plemion północy znajdują się Tekel i Peleset (Filistyni) opisani jako wojownicy na lądzie i morzu.
W tym samym miejscu znajduje się także opis drugiej, decydującej wojny 8. roku panowania Ramzesa III (1187 p.n.e.). To najważniejszy, niezwykle staranny zapis dotyczący plemion północnych obfitujący w wiele interesujących informacji.

Obce ludy uczyniły na swych wyspach spisek. Nagle zniknęły kraje i zostały w walce rozbite. Żaden kraj nie oparł się ich broni, począwszy od Hatti, Kode, Karkemisz, Arzawa, także Alaszija – [wszystkie zostały] naraz zniszczone. Rozbili obóz na jakimś miejscu w Amurru. Zniszczyli jego lud, a jego kraj był, jakoby nigdy nie był. Szli na Egipt i fala ognia szła przed nimi. Ich związek składał się z Filistynów, Zekrów, Szekeleszy, Denenów i Weszeszów – zjednoczonych krajów. Położyli ręce na krajach całego globu, ich serca były pełne wiary i dufności. Nasze plany powiodą się!

Informacja, jakoby państwo hetyckie zostało zdobyte przez tych samych najeźdźców, którzy napadli na Egipt, jest mało prawdopodobna i przypuszcza się, że inskrypcja miała charakter propagandowy. Przypisanie upadku państwa tak znaczącego (które w dodatku rzeczywiście wtedy miało miejsce) Ludom Morza, podnosiło rangę starcia. Zwiększało również chwałę faraona bardzo wzorującego swoje rządy na wielkim poprzedniku Ramzesie II. Wymienione królestwo Arzawa również nie istniało już w czasach Ramzesa III, o czym ten musiał doskonale wiedzieć. Nie ma natomiast wątpliwości, że miasta znajdujące się na drodze pochodu, tj. wspomniane Alaszija (Alalach), a także Ugarit zostały zniszczone tak dotkliwie, że nigdy nie odzyskały dawnej świetności.

#### Bitwa o Djahy

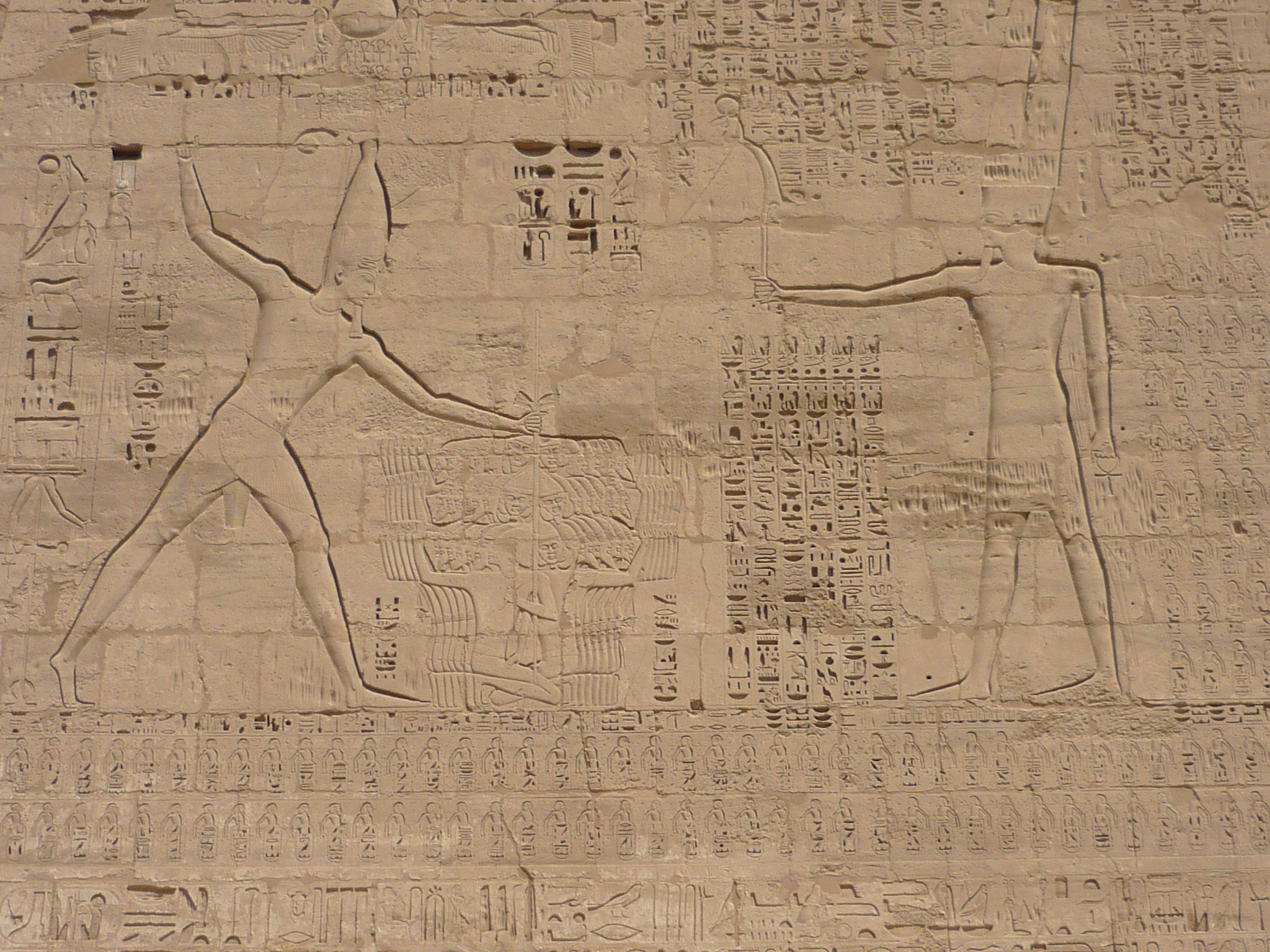
Relief ze świątyni grobowej Ramzesa III w Medinet Habu

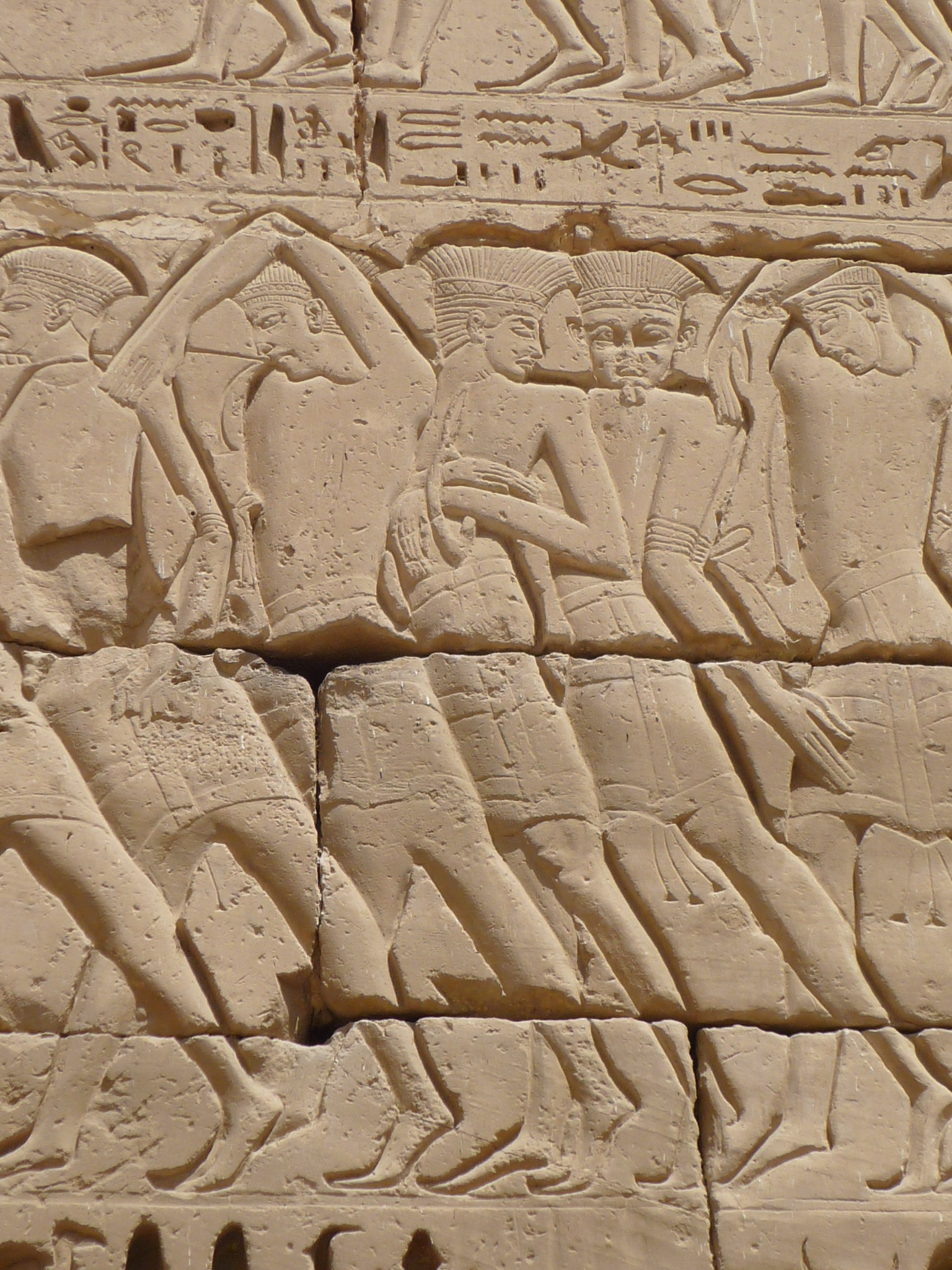
Relief z Medinet Habu przedstawiający filistyńskich jeńców

Decydujące starcie rozegrało się w dwóch etapach. Pierwsze, lądowe miało miejsce pod Djahy (Zahi) w Retenu (dzisiejszy Liban), gdzie Egipcjanie, wyszedłszy naprzeciw armii idącej lądem, przygotowali się na atak. Zagrożenie było tak duże, że zmobilizowano wszystkich mężczyzn zdolnych do noszenia broni. Reliefy przedstawiające napastników nie pozostawiają wątpliwości co do ich różnorodności etnicznej i kulturowej, również w zakresie budowy okrętów widoczne są spore różnice. Zwycięstwo Egipcjan było całkowite.

#### Bitwa w delcie Nilu
Kolejne starcie rozegrało się na wodzie w delcie Nilu. Ta bitwa także została wygrana przez siły egipskie, a najeźdźcy rozbici.
Pomimo druzgocącej klęski niektóre z Ludów Morza (np. Filistyni) pozostały na obszarach Syrii i Kanaanu (stąd Palestyna). Pozostałe plemiona wtopiły się w lokalne społeczności lub – jak uważają niektórzy – wywędrowały na zachód.

## Znaczenie
Pomimo braków źródłowych, a co za tym idzie braku pewności co do przebiegu migracji, mają one znaczenie pierwszorzędne w zrozumieniu późniejszej historii tego regionu.
Starożytny Bliski Wschód, a już z pewnością południowo-wschodnia część Śródziemnomorza zmieniła się w tym czasie diametralnie. Zniknął całkowicie świat hetycki, zastąpiony przez królestwa frygijskie i lidyjskie. Wymiana etniczna i kulturowa spowodowała oderwanie Anatolii od wpływów kultury bliskowschodniej, na rzecz wpływów greckich. Świat kananejski doświadczył wkrótce kolejnej fali migracji, tym razem aramejskiej, co doprowadziło do upadku zwierzchnictwa egipskiego nad tymi ziemiami. Środek ciężkości dosyć dobrze zbilansowanego politycznie regionu zaczął przesuwać się nad Tygrys i Eufrat, gdzie wzrastać zaczął przyszły hegemon, którym w VIII wieku p.n.e. stała się Asyria. Natomiast na północy w zajętej przez Dorów Grecji nastały wieki ciemne, które przygotowywały żyzny grunt pod okres archaiczny.

## Identyfikacja
Od dłuższego czasu ponawiane są próby identyfikacji poszczególnych nazw plemion z inskrypcji egipskich z późniejszymi nazwami nacji śródziemnomorskich. W większości przypadków podstawowym kryterium jest podobieństwo brzmienia, co czyni je przedmiotem sporów.

### Filistyni
Wyjątek stanowią Filistyni, których na reliefie z Medinet Habu przedstawiono w charakterystycznych czapeczkach lub hełmach. Podstawowym źródłem ich identyfikacji jest Biblia, według której Peleset przybyli z Kaftor. Ponieważ jednak posługiwali się odmianą języka używanego w Karii, przypuszcza się, że pochodzili z Azji Mniejszej, a Kreta była tylko etapem w ich podróży na południe. Co więcej, sylabiczne znaki ich pisma zdradzały wpływy mykeńskie, podobnie jak ceramika. Ziemie przez nich zasiedlone bardzo szybko uniezależniły się od Egiptu, co opisuje w swoim sprawozdaniu kapłan Wen-Amon, który udał się na te tereny z misją dyplomatyczną jakiś czas później. Od niego posiadamy również informacje o plemieniu Tjeker (Zekr), na które natknął się w swej podróży. Zajmowali miasto Dor i parali się piractwem. Polski historyk Niesiołowski-Spano opublikował hipotezę łączącą Filistynów z Ludami Morza oraz Lewitów z Grekami (Lewy = *la-wo).

### Etruskowie
W ludzie nazwanym Teresz (Tersz), próbowano doszukiwać się Tyrrenów (Τυρρηνοί trb. Tyrrenoj trl. Turrēnoi), czyli Etrusków. Przemawiałoby za tym świadectwo Herodota, który przypisywał im małoazjatyckie pochodzenie i pokrewieństwo z Lidyjczykami (Dzieje I.94) oraz ich objawiona religia z bardzo rozbudowanymi wyobrażeniami o życiu pozagrobowym. Sprawę tę nieco rozjaśniły opublikowane w 2007 roku badania mitochondrialnego DNA przeprowadzone na mieszkańcach toskańskiego Murlo, które potwierdziły dużą zgodność z genotypem bliskowschodnim z regionów południowo-wschodniej Turcji.
Plemię Ekwesz (Akaiwasza) próbowano łączyć z Achajami, a plemię Danuna z Dananami (homeryckim określeniem Achajów, stgr. Δαναοί; Iliada I.40), lub nazwą biblijnego plemienia Dana. Plemiona Szerdesz i Szekelesz odpowiednio z Sardami (Sardynia) i Sycylijczykami.
| Q3 · Z7 | D21 · Z1 | Aa18 · Z1 | U33 | A1 · B1 · Z2 |

| Q3 · Z7 | D21 · Z1 | Aa18 · Z1 | U33 | A1 · B1 · Z2 |

| G47 | Z1 · k · G1 | r · Z1 | T14 | A2 | Z1 · Z1 · Z1 |

| G47 | Z1 · k · G1 | r · Z1 | T14 | A2 | Z1 · Z1 · Z1 |

| M8 · G1 | Z4 · D21 · Z1 | D46 · G1 | N35 · G1 | T14 · N25 |

| M8 · G1 | Z4 · D21 · Z1 | D46 · G1 | N35 · G1 | T14 · N25 |